# Thomas Nordahl
Thomas Nordahl (ur. 24 maja 1946 w Norrköping) – szwedzki piłkarz występujący na pozycji pomocnika.

## Kariera klubowa
W trakcie kariery piłkarskiej Nordahl reprezentował barwy zespołów Degerfors, Örebro, Juventus F.C., RSC Anderlecht, ponownie Örebro, Forward oraz Sandviken. W 1982 roku zakończył karierę. Jako trener pracował dla Forward, Sandviken, Motali oraz Norrköping.

## Kariera reprezentacyjna
W reprezentacji Szwecji Nordahl zadebiutował 3 września 1967 roku w przegranym 1:3 meczu eliminacji Mistrzostw Europy 1968 z Norwegią. W 1970 roku został powołany do kadry na Mistrzostwa Świata. Zagrał na nich w meczu z Izraelem (1:1), a Szwecja odpadła z turnieju po fazie grupowej. W latach 1967–1975 w drużynie narodowej Nordahl rozegrał w sumie 15 spotkań i zdobył 5 bramek.